# Аліпій (музикант)
Аліпій (дав.-гр. Ἀλύπιος; IV століття) — грецький теоретик музики, імовірно з Александрії. У його короткому підручнику наведено систематичний опис музичної нотації, який дозволяє більш-менш упевнено розшифрувати пам'ятки давньогрецької музики, дійшли до нас.
Крім імені про Аліпія нічого невідомо. У невеликому підручнику «Вступ до музики» (дав.-гр. Εἰσαγωγὴ μουσική; найраніший його рукопис датується XII століттям), на який часто посилаються як на «таблиці Аліпія», описано систему грецької буквеної нотації. Праця збереглася фрагментарно: опис діатонічного і хроматичного родів мелосу наведено повністю, енармоніку описано лише частково. У збереженій «енармонічній» частини тільки символи лідійського ладу (тону) відрізняються графічною унікальністю; інші точно копіюють символи відповідного тону хроматичного роду. Згідно з Т. Матісеном, цей явний дефект відтворюється у всіх 34 збережених манускриптах Аліпія.
За винятком Кассіодора (Institutiones, II.5; VI ст.) жоден античний / середньовічний трактат про музику не посилається на авторитет Аліпія (зокрема й Боецій, який у своїй праці «Основи музики» наводить аналогічні Аліпієвим нотні графеми). Вважається, що «таблиці Аліпія» описують якусь загальноприйняту, зрозумілу грецьким музикантам-практикам систему нотації.
Сучасні дослідники музичної античності користуються виданням Аліпія, виконаним німецьким філологом Карлом Яном ще в XIX столітті в його антології «Musici scriptores Graeci» (Leipzig, 1895), стор. 357-406 (багато репринтів).